# August Münch
August Christian Münch (* 10. Oktober 1815 auf dem  Hof Heisterberg bei Leun im Lahn-Dill-Kreis; † 7. Juni 1874 in Hadamar) war ein deutscher Hofbeständer und Mitglied der Landstände des Herzogtums Nassau.

## Leben
August Münch war ein Sohn des Johann Balthasar Münch (1770–1859), der Hofbeständer auf der Domäne Hof Heisterberg des Hauses Solms war. Seine Mutter war Elisabeth Bender (1772–1836). Sein Großvater Johann Christian Münch war Hofbeständer zu Hammerstein und später auf dem Schnepfenhäuser Hof bei Hadamar.
Diesen Hof übernahm August und musste als Besitzer des Hofes den Zehnt an die Pfarrei Hadamar entrichten.
Er war Mitglied der Nassauischen Fortschrittspartei, die bei den Wahlen 1864 in der Ersten Kammer alle Mandate und in der Zweiten Kammer 20 von 24 Mandaten erhielt.
Münch wurde in die Erste Kammer der Landstände  gewählt und blieb bis 1866 in diesem Amt.
Nach seinem Tod wurde das Landgut Schnepfenhäuser Hof zum Verkauf angeboten.